# Московски държавен институт по международни отношения
Московският държавен институт по международни отношения (университет) (на руски: Московский государственный институт международных отношений (университет)), известен и като МГИМО, e сред най-престижните висши училища на Русия. Ректор на МГИМО е професор Анатолий Торкунов, академик на РАН.
Университетът е основан през 1943 г. като Факултет по международни отношения на Московския държавен университет „Ломоносов“, отделя се в самостоятелно висше училище под името Московски държавен институт по международни отношения през 1944 г.
Член е на Асоциацията на професионалните училища по международни отношения (Association of Professional Schools of International Affairs).
Учебната структура включва 10 факултета и 3 института. Университетът разполага с богата библиотека в самостоятелна сграда, спортен комплекс с плувен басейн, отделна конферентно-концертна зала, 3 общежития, столова и др. Към основната база в Москва на през 2016 г. е открит филиал в гр. Одинцово, Московска област с новото средно училище Горчаковски лицей (наречен на руския дипломат Александър Горчаков).
Това е университетът с най-много изучавани езици в света – броят им в някои години надхвърля 60 езика. МГИМО официално е внесен в Книгата на рекордите на Гинес като висшето училище с преподаване на най-голям брой държавни чуждестранни езици – 53 официални езика. В него се преподават всичките 6 официални езика на ООН, останалите европейски и много други езици – като арабски, китайски, японски, суахили и пр.
МГИМО са завършили над 30 хиляди души, включително повече от 4 хил. чужденци. В него се обучават около 7 хил. души към 2017 г. Сред неговите випускници са авторитетни международници (дипломати, бизнесмени, журналисти, юристи и др.), както и видни политици, дейци на науката и културата.
От 1951 г. там се обучават и български граждани, което е породено от острата нужда в Народна република България по онова време от повече квалифицирани кадри за международната сфера. Постепенно, и особено след откриването от началото на 1970-те години на международни специалности в тогавашния Висш икономически институт „Карл Маркс“ в София (днес УНСС), се налага тенденцията България да изпраща свои граждани в МГИМО предимно заради предлаганите специализации (по сфери или страни) и редки езици.
Повече от 650 български граждани са завършили пълния 5-годишен курс на обучение с международни специалности – главно „Международни отношения“, „Международни икономически отношения“ и „Международно право“. В университета са подготвили и защитили дисертация над 50 кандидати на науките (доктори в България) и доктори на науките от България, десетки българи са завършили второ висше образование, 2-годишни магистърски програми, специализации.
Българските випускници на университета обикновено работят в международната сфера. Редица от тях достигат високо обществено положение с професионална кариера (например като посланици), дори в управлението на страната, постигайки с това изключително висок процент на видни личности в малобройната им група. Сред тях са: дейци в международни организации, президент на републиката, 2 министър-председатели, 2 партийни лидери, 5 министри на външните работи, 3 министри на търговията и на външноикономическите връзки, министър на отбраната, министър с други ресори (суровинни ресурси, лека промишленост), народни представители, кандидат-вицепрезидент, редица заместник-министри, директори на изпълнителни агенции, корпоративни групи, банки, крупни компании, много посланици, търговски представители на страната, търговски директори, университетски преподаватели и пр. Поради високата им степен на подготовка, владеене на поне 2 чужди езика и способности след 1989 г. все по-голяма част от тях са привличани на работа в бизнеса и в чужбина, включително в ООН и други международни организации.
По междуправителствена спогодба между Русия и България МГИМО приема годишно по 3 български граждани, освободени от учебна такса и с право на руска стипендия. Конкурсът за тези 3 места се провежда от българското Министерство на образованието.